# トレント・セバーン水路
トレント・セバーン水路（英語：Trent–Severn Waterway）は、カナダ・オンタリオ州南部の水路網。オンタリオ湖（トレントン）とヒューロン湖のジョージア湾（ポート・セバーン）を結ぶ水路で、かつては産業交通・軍事目的で使用されていたが現在は主に観光・余暇の為に使用されている。トレント川、オトナビー川、カワーサ湖群、シムコー湖、カウチチン湖、セバーン川などの自然水路を含む。南オンタリオの「コテージ・カントリー（別荘地）」を横断するため重要な観光資源になっている。5月から11月の期間のみ通行可能。

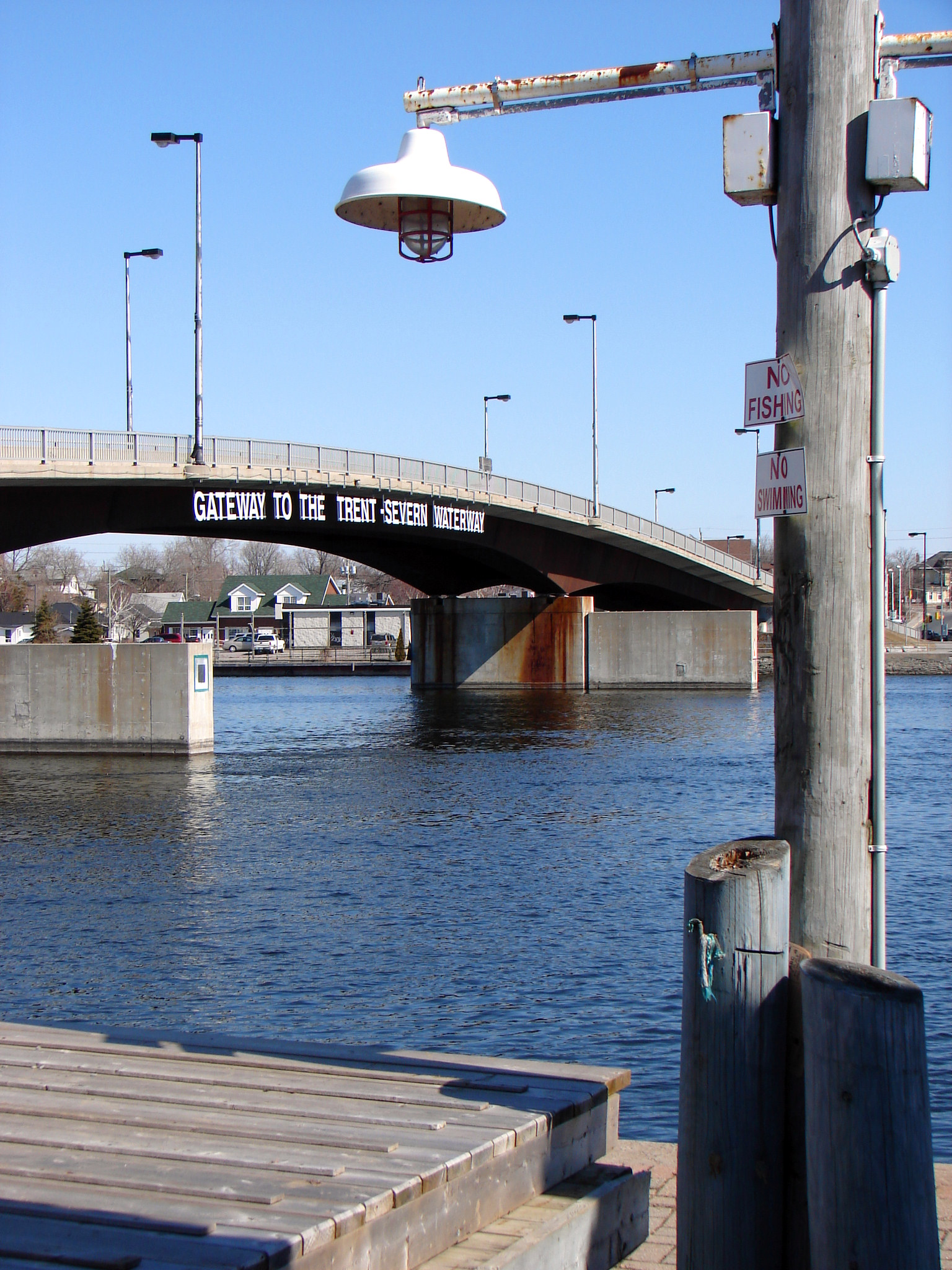

この水路はカナダ国定史跡に指定されている。

## 地理
トレント・セバーン水路の総延長は386km。東端はトレントンを起点とし、建設水路部分はそのうち約32kmのみ。45ヶ所の閘門があり、そのうち2ヶ所はフライト・ロック（連続閘門）および、ピーターボロとカークフィールド2ヶ所はボートリフトがある。ビッグ・シュートでは船舶用鉄道（インクライン）も整備されている。またこの水路網には旋回橋が39ヶ所、ダム160ヶ所等を備え、河湖での水位調整を行ない100万人以上が居住する流域約18,600平方キロにおける治水機能を果たしている。